# Хаскинс (Охајо)
Хаскинс (енгл. Haskins) град је у америчкој савезној држави Охајо.

## Демографија
По попису из 2010. године број становника је 1.188, што је 550 (86,2%) становника више него 2000. године.
| Група             | 2000.       | 2010.         |
| Белци             | 609 (95,5%) | 1.123 (94,5%) |
| Афроамериканци    | 1 (0,2%)    | 5 (0,4%)      |
| Азијати           | 4 (0,6%)    | 4 (0,3%)      |
| Хиспаноамериканци | 21 (3,3%)   | 49 (4,1%)     |
| Укупно            | 638         | 1.188         |